# Girardinichthys viviparus
Girardinichthys viviparus är en fiskart som först beskrevs av Bustamante, 1837.  Girardinichthys viviparus ingår i släktet Girardinichthys och familjen Goodeidae. IUCN kategoriserar arten globalt som akut hotad. Inga underarter finns listade i Catalogue of Life.